# Spirit Island
Spirit Island är en ö i Kanada.   Den ligger i provinsen Alberta, i den centrala delen av landet, 3 100 km väster om huvudstaden Ottawa.
Trakten runt Spirit Island består i huvudsak av gräsmarker. Trakten runt Spirit Island är nära nog obefolkad, med mindre än två invånare per kvadratkilometer.